# Armadillidium marinensium
Armadillidium marinensium är en kräftdjursart som beskrevs av Karl Wilhelm Verhoeff 1928. Armadillidium marinensium ingår i släktet Armadillidium och familjen klotgråsuggor. Inga underarter finns listade i Catalogue of Life.